# Cappella di San Giacomo (Onsernone)
La cappella di San Giacomo è un edificio religioso che si trova a Mosogno, frazione di Onsernone in Canton Ticino, in località Chiosso.

## Storia
L'edificio, la cui prima testimonianza risale agli ultimi anni del XVII secolo, fu modificato due volte, nel 1720 e nel 1831, mantenendo comunque la pianta rettangolare. 

## Descrizione
La parte superiore del portale è decorata con un dipinto murale che raffigura la Madonna col Bambino tra san Giacomo e San Giuseppe. Notevoli anche il paliotto ligneo dipinto settecentesco che decora l'altare e le tele sui muri, realizzate fra il XVII e il XIX secolo.